# 23734 Kimgyehyun
23734 Kimgyehyun là một tiểu hành tinh vành đai chính với chu kỳ quỹ đạo là 1203.4259933 ngày (3.29 năm).
Nó được phát hiện ngày 23 tháng 4 năm 1998.